# São Barnabé
São Barnabé est une paroisse civile portugaise (en portugais : freguesia) de la municipalité d'Almodôvar dans le district de Beja.

## Géographie
São Barnabé occupe la partie sud de la municipalité d'Almodôvar. Située dans la région de l'Alentejo, la paroisse est limitrophe de l'Algarve.

## Démographie
Lors du recensement de 2021, São Barnabé compte 371 habitants. C'est alors la paroisse la moins peuplée de la municipalité d'Almodôvar.